# Ogero
Ogero (o OGERO), que significa "Organisme de Gestion et d'Exploitation de l'ex Radio Orient" (en  francés) es el operador de infraestructura en el Líbano, que brinda servicios de voz y banda ancha Internet y de datos a residencias y empresas. Es fundado por el gobierno de Líbano en 1972.La oficina central de la empresa se encuentra en Beirut. El actual presidente es Imad Kreidieh.
OGERO, motor de MoT (Ministry of Telecommunications), constituye la infraestructura principal para todas las redes de telecomunicaciones, incluidos los operadores móviles, los proveedores de servicios de datos (DSP), los proveedores de servicios de Internet (ISP) y otros.
El I-ME-WE (India-Oriente Medio-Europa Occidental) sistema de cable de comunicaciones submarino fue financiado por un consorcio de 9 empresas de todo el mundo, incluida Ogero.
En julio de 2018, Ogero habilitó la compatibilidad con Protocolo de Internet versión 6 (IPv6) para usuarios de DSL y para operadores privados.
El 5 de noviembre de 2019, durante las protestas en Líbano de 2019-2020, los manifestantes en Nabatieh cerraron la oficina de Ogero a pesar de la presión política ejercida por el estado contra los manifestantes en esta región.
El 12 de marzo de 2020, el gobierno anunció que el servicio de Internet a través de Ogero se impulsaría hasta finales de abril, para alentar a los usuarios a quedarse en casa para protegerse de la pandemia de coronavirus en el Líbano.
A través de su red de oficinas centrales, la empresa estatal Ogero proporciona la infraestructura de telecomunicaciones "backbone" que distribuye la capacidad de Internet en todo el país. La distribución real se produce a través de proveedores de servicios de datos (DSP) y proveedores de servicios de Internet (ISP). Ogero también funciona como ISP.
Ogero distribuye Internet a todos los proveedores, mientras actúa como el ISP dominante.